# 霍梅
49°47′29″N 25°36′1″E / 49.79139°N 25.60028°E
霍梅（羅馬化：Khomy）是烏克蘭的村落，位於該國西部捷爾諾波爾州，由捷尔诺波尔区負責管轄，始建於1935年，面積0.76平方公里，2001年人口246，人口密度每平方公里325.4人。